# Mordecai Ardon
Mordecai Ardon (hebräisch מָרְדֳּכַי אַרְדּוֹן Mårdachaj Ardōn, auch: Mordechai Ardon, * 13. Juli 1896 als Max Bronstein in Tuchów, Galizien, Österreich-Ungarn; † 18. Juni 1992 in Jerusalem, Israel) war ein israelischer Künstler.

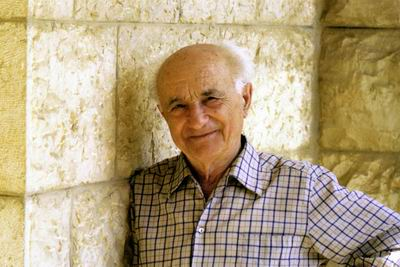
Mordecai Ardon, 1977

## Leben
Ardon wurde in Tuchów in Galizien als Mitglied der dortigen großen Judengemeinde geboren. 1920 beginnt Ardon mit dem Vorkurs bei Johannes Itten am Bauhaus in Weimar. 1925 zieht das Bauhaus nach Dessau um. Ardon geht mit. Grossen Einfluss auf sein Werk haben Paul Klee, Wassily Kandinsky, Lyonel Feininger und Johannes Itten. Der Einfluss des Bauhauses und insbesondere der von Paul Klee und Johannes Itten auf seine Entwicklung war prägend für sein gesamtes künstlerisches Lebenswerk. Ab 1926 studierte er an der Akademie der Bildenden Künste München unter Max Doerner die Maltechniken der alten Meister, von denen ihn besonders Rembrandt van Rijn und El Greco inspirierten. Auf der Großen Berliner Kunstausstellung 1926 und 1927 war Ardon mit einigen Werken vertreten. Von 1930 bis 1933 unterrichtete Ardon an der privaten Itten-Schule in Berlin Einführung in die Malerei und Maltechnik.
1933 emigrierte er unter dem Eindruck der sich abzeichnenden Judenverfolgung durch die Nationalsozialisten ins Britische Mandatsgebiet Palästina. Dort lehrte er an der Bezalel Academy of Arts and Design, einer Kunst- und Designhochschule in Jerusalem, die 1903 gegründet wurde und in allen Kunstsparten (Bildende Kunst, Architektur, Design, Fotografie, Film) Studiengänge anbietet. Einer seiner Meisterschüler war Yaacov Agam, einer der Mitbegründer der künstlerischen Kinetik. Im Jahr 1959 war Mordecai Ardon Teilnehmer der documenta II in Kassel. 1963 wurde ihm der Israel-Preis verliehen. 1976/77 verbrachte Ardon mit einem Stipendium im Rahmen des Berliner Künstlerprogramms des DAAD in West-Berlin.
Mordecai Ardon war einer der zahlreichen Künstler, die zum Kreis des Kunstsammlers und Mäzens Theodor Ahrenberg gehörten.

## Werk
Ardons künstlerische Position basierte auf der anscheinenden Unvereinbarkeit von abstrakter Kunst mit dem Malstil alter Meister. Seine Arbeiten verdanken ihre Tiefe und ihre Reichhaltigkeit der ausgeprägten Qualität seiner „alten“ Maltechnik.
Ardon glaubte an die Macht der „reinen“ Kunst, frei von allen politischen oder gesellschaftlichen Botschaften. Er war davon überzeugt, dass ein Gemälde ausschließlich nach seinen ihm innewohnenden künstlerischen Elementen wie Farbe, Komposition und interaktiver Ausstrahlung beurteilt werden sollte. Literarische, symbolische oder andere zusätzlichen Elemente in seinen Werken lehnte er ab.
Dennoch hatte der Künstler ausgeprägte innere Beziehungen zu seinem politischen und gesellschaftlichen Umfeld. Insbesondere der Schrecken des Krieges und die großen und kleinen Ungerechtigkeiten des Lebens beschäftigten ihn – auch in seinen künstlerischen Arbeiten – mit zunehmendem Alter immer mehr. In besonderer Weise ist dies an acht großformatigen Triptychen zu sehen, die er zwischen 1955 und 1988 schuf. In einem Brief an den damaligen Direktor des Stedelijk Museum in Amsterdam und späteren ersten Direktor des Israel Museums, Willem Sandberg, bestätigte Ardon seinen diesbezüglichen inneren Konflikt, den er mit dem historischen Konflikt zwischen dem antiken Athen und Jerusalem verglich.
Werke (Auswahl)
- Ein Karem (1944)

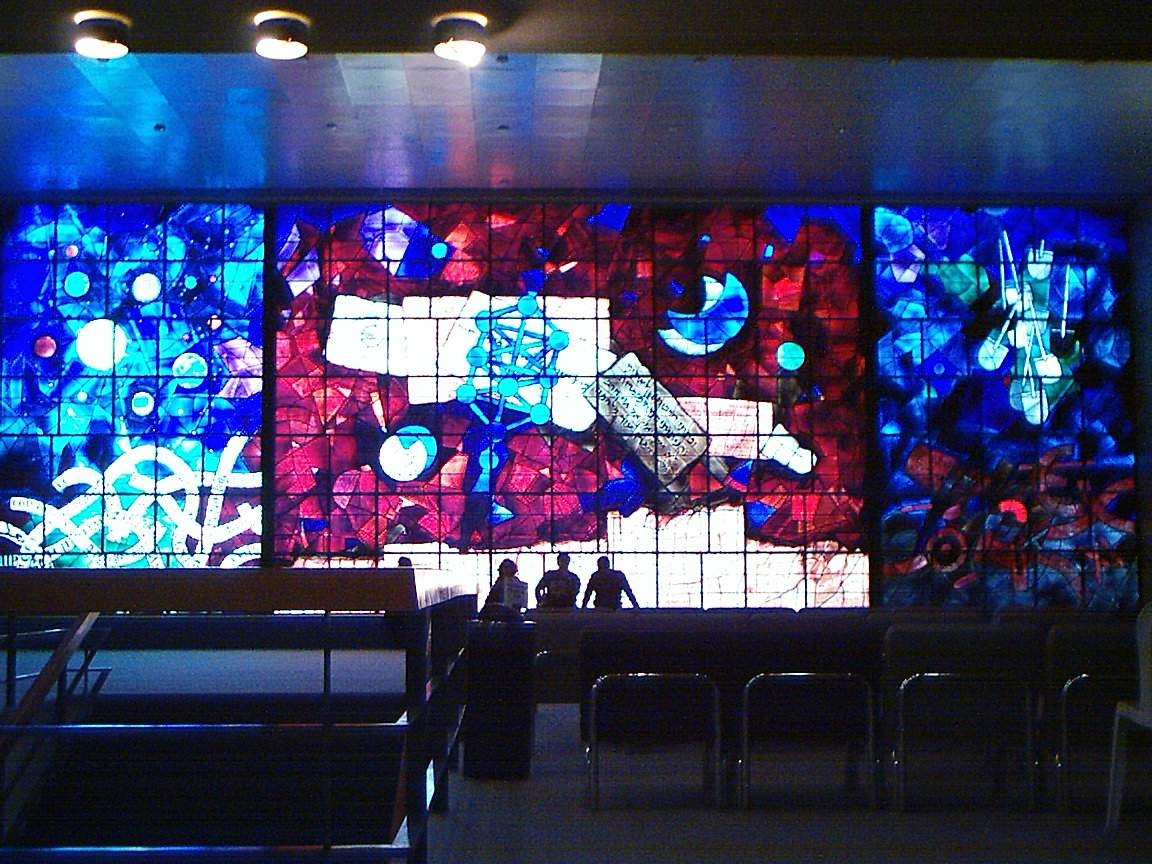
Glasfenstergestaltung 1982–1984: Die Vision von Jesaja (Isaiah’s Vision of Eternal Peace),
Jüdische National- und Universitätsbibliothek, Jerusalem

- For the Fallen (Triptych) (1955–1956)
- For the Fallen – Center panel: The House of Cards (1956)
- For the Fallen – Left-hand panel: The Traps (1955)
- For the Fallen – Right-hand panel: The Unborn (1956)
- Testament of a Dead Leaf (1959)
- Tammuz (1962)
- To the Morning Star (1968)
- Last Curtain Call of the Palettes (1978)
- La Grand Poupee (1984–1985)
- La Rosette pour Rikuda (1986–1987)
- Hiroshima (1988)
- Khibit Khize
- Fatal Eclipse